# SSV Glött
Spiel und Sportvereinigung 1949 Glött e.V. é uma agremiação alemã, fundada a 28 de maio de 1949, sediada em Glött, na Baviera.

## História
A maior parte de sua trajetória foi na disputa da liga de Schwaben, a qual começou a disputar no ano seguinte à sua fundação. Seu momento mais notável veio em 1978, quando, depois de ter vencido a Copa Schwaben, se classificou para a primeira fase da DFB Pokal, Copa da Alemanha, quando defrontou o Bayern de Munique e perdeu por 5 a 0 diante de 8.000 espectadores em Gundelfingen . 
Dois anos depois, ganhou a promoção para a camada quatro, Landesliga Bayern-Süd, mas permaneceu apenas uma temporada nesse nível e se manteve dentro dos campeonatos de Schwaben desde então.
Em 1951, lhe foi concedida a permissão para adotar a crista dos Fugger como seu logotipo, tendo sido uma vez Glött um dos territórios de propriedade da família. 
O clube não sairia das últimas divisões do futebol alemão até 1975, ao conquistar o título da A-Klasse, em 1977, que lhe concedeu a promoção para a Bezirksliga (V).
Seu melhor momento ocorreu quando ganhou a Copa de Schwaben pela primeira e única vez, batendo o SV Ober-Germaringen por 6 a 4, nos pênaltis, em Lauingen. A conquista lhe deu o acesso à disputa da Copa da Alemanha e o time estreou em casa na cidade vizinha, Gundelfingen. O Bayern pôe em campo um time forte contendo atletas como Paul Breitner, Karl-Heinz Rummenigge e Gerd Müller. O Glött já perdia por 3 a 0 aos 18 minutos, mas depois conseguiu conter o avanço adversário. Os dois gols restantes vieram através de pênaltis. O fraco desempenho do Bayern de Munique foi duramente criticado nos jornais do dia seguinte, especialmente por conta do treinador Gyula Lóránt ter exigido que o time marcasse 20 gols contra o frágil adversário.
Dois anos depois, a equipe promoveu uma temporada de sucesso, coroada com uma conquista na camada cinco, Bezirksliga Schwaben-Nord, e a consequente promoção para a Landesliga Bayern-Süd. Na Landesliga, o Glött lutou contra o rebaixamento, terminando em 14º, no entanto, depois de perder por 4 a 2 para o SV Wacker Burghausen.
Quando a Bezirksoberliga Schwaben foi formada em 1988, o Glött não se classificou, mas jogou a Bezirksliga. No início dos anos 1990 lutou permanentemente contra o descenso e, eventualmente, caiu para a A-Klasse Schwaben-Nord, em 1993.
Houve um breve retorno à Bezirksliga, em 1995, passando as três primeiras temporadas lutando contra o rebaixamento novamente antes de obter o segundo lugar, em 1999, que significou para a promoção à Bezirksoberliga. 
O Glött, na única temporada na Bezirksoberliga, venceu apenas cinco dos 32 jogos e foi rebaixado novamente. De volta à Bezirksliga, a equipe decaiu gradualmente e foi relegada de volta à Kreisliga, a ex-A-Klasse, em 2003. 
O SSV Glött fez um retorno imediato à Bezirksliga, em 2004 e, inicialmente ganhou melhores resultados do que nas campanhas anteriores, antes de sofrer o rebaixamento em 2007. Levaria cinco temporadas para retornar à Bezirksliga, o que fez depois de um título em 2012.

## Títulos
| - Bezirksliga Schwaben-Nord - Campeão: 1980 - Vice-campeão: 1999 - Kreisliga Schwaben-Nord - Campeão: 1977, 1995, 2004 - Kreisliga Schwaben-West - Campeão: 2012 - Vice-campeão: 2008 | - Schwaben Cup - Campeão: 1978 |

## Cronologia recente
| Temporada | Divisão                   | Módulo | Posição |
| 1999–2000 | Bezirksoberliga Schwaben  | VI     | 16° ↓   |
| 2000–01   | Bezirksliga Schwaben-Nord | VII    | 8°      |
| 2001–02   | Bezirksliga Schwaben-Nord | VII    | 10°     |
| 2002–03   | Bezirksliga Schwaben-Nord | VII    | 14° ↓   |
| 2003–04   | Kreisliga Schwaben-Nord   | VIII   | 1° ↑    |
| 2004–05   | Bezirksliga Schwaben-Nord | VII    | 5°      |
| 2005-06   | Bezirksliga Schwaben-Nord | VII    | 3°      |
| 2006–07   | Bezirksliga Schwaben-Nord | VII    | 14° ↓   |
| 2007–08   | Kreisliga Schwaben-West   | VIII   | 2°      |
| 2008–09   | Kreisliga Schwaben-West   | IX     | 5°      |
| 2009–10   | Kreisliga Schwaben-West   | IX     | 7°      |
| 2010–11   | Kreisliga Schwaben-West   | IX     | 3°      |
| 2011–12   | Kreisliga Schwaben-West   | IX     | 1° ↑    |
| 2012–13   | Bezirksliga Schwaben-Nord | VII    | °       |

## Retrospecto na Copa da Alemanha
| Temporada | Fase          | Data                | Mandante  | Adversário        | Resultado | Público |
| 1978–79   | Primeira fase | 5 de agosto de 1978 | SSV Glött | FC Bayern München | 0 a 5     | 8.000   |

## Fonte
- Grüne, Hardy (2001). Vereinslexikon. Kassel: AGON Sportverlag ISBN 3-89784-147-9